# Ana Sălăgean

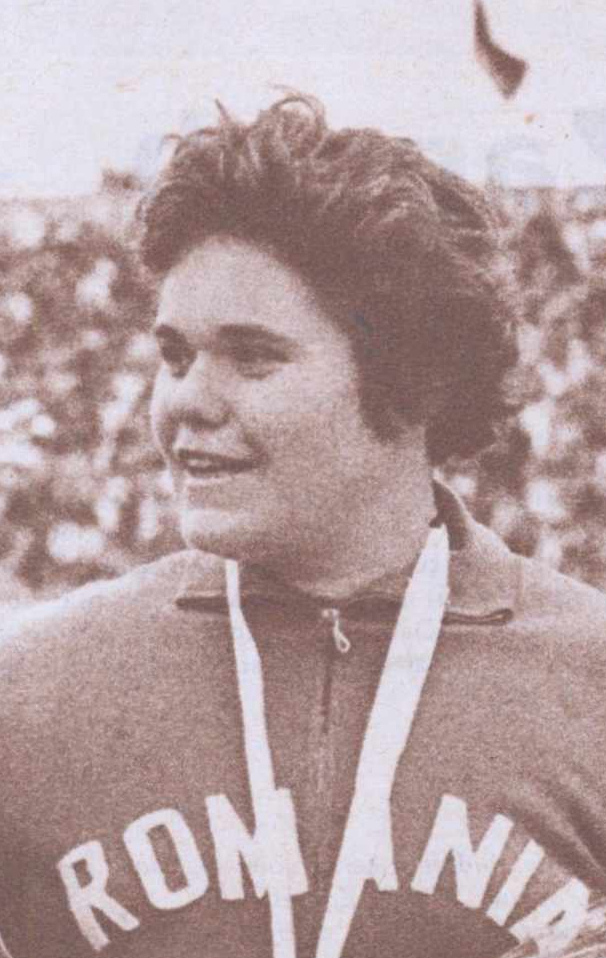
Ana Sălăgean

Anna Maria Sălăgean, geborene Roth, verheiratete Coman (* 27. März 1937 in Prejmer) ist eine ehemalige rumänische Leichtathletin aus der deutschsprachigen Minderheit der Siebenbürger Sachsen.
Die Kugelstoßerin wurde bei den Europameisterschaften 1958 in Stockholm Sechste. 1961 gewann sie Bronze bei der Universiade, und 1962 kam sie bei den Europameisterschaften in Belgrad erneut auf den sechsten Platz.
Bei den Olympischen Spielen 1964 in Tokio und den Europameisterschaften 1966 in Budapest wurde sie jeweils Achte.
Bei den Halleneuropameisterschaften wurde sie 1971 in Sofia Sechste und 1972 in Grenoble Elfte.
Ihre persönliche Bestleistung von 17,47 m stellte sie am 25. Juni 1972 in Bukarest auf.